# 胡安·德迪奥斯·罗曼
胡安·德迪奥斯·罗曼（西班牙語：Juan de Dios Román，1942年12月17日—2020年11月28日），西班牙手球运动员、教练。他曾带领西班牙国家队参加1988年、1996年和2000年夏季奥林匹克运动会手球比赛，结果队伍获得二枚铜牌。